# Daniíl Jarms
Daniil Ivánovich Jarms (en idioma ruso, Дании́л Ива́нович Хармс; nombre de nacimiento: Дании́л Ива́нович Ювачёв, transcrito Daniíl Ivánovich Yuvachóv; 30 de diciembre de 1905 - 2 de febrero de 1942) es un escritor vanguardista ruso que desarrolló su obra entre 1925 y 1941. Fundador del grupo de vanguardia Oberiú (1928). Autor de relatos y piezas teatrales absurdistas, convertidas en obras de culto (sobre todo después de la Perestroika). En vida prácticamente solo publicó poemas infantiles y algún cuento para niños: hoy es considerado un clásico de la literatura infantil.

## Biografía

### Infancia
Daniil Ivánovich Yuvachov nació el 17 (30) de diciembre de 1905 en San Petersburgo. Es hijo del matrimonio formado por Iván Pávlovich Yuvachov (1860-1940) y Nadezhda Ivánovna Yuvachova (Kolibákina, 1860-1929). Fue el segundo hijo del matrimonio: otro hijo, Pável, había nacido el año anterior y murió con pocos meses, poco antes del nacimiento de Daniil (la sombra de este hermano que no tuvo el escritor parece planear en alguno de sus textos). Más tarde nacerían Yelizaveta (1909-1994) y Natalia (1912-1920). Iván Pávlovich, en su juventud, había servido en la marina y pertenecía a un grupúsculo anexo a la Voluntad del Pueblo. Por ello fue condenado: estuvo preso en la célebre fortaleza de  Schlüsselburg y más tarde fue deportado a Sajalín (donde llegó a conocer a  Chéjov cuando éste viajó a la isla penal).     
Durante la primera infancia de Jarms la madre ejercía como maestra en una escuela para niños huérfanos y el padre se ausentaba con frecuencia, debido a los largos viajes que realizaba como inspector de la Caja de Ahorros Estatal. Más tarde, Iván Yuvachov, con quien Daniil siempre tuvo una excelente relación, se dedicó a escribir libros sobre sus viajes por tierras rusas y sobre temas espirituales.    
Daniil estudió en la célebre "escuela alemana" Petrischule, una institución educativa de élite, por entonces bicentenaria, que a raíz de la Revolución fue integrada en el sistema público de enseñanza. No hay constancia cierta del momento de su ingreso, que algunos sitúan en 1915. Lo cierto es que hacia 1922 fue expulsado por su pobre rendimiento académico. Para entonces, Daniil ya se mostraba mucho más interesado en la escritura, particularmente en la poesía, que en los estudios oficiales: de esta época escribía poemas y ya firmaba con las iniciales "D. Ch" (i. e.: Daniel Charms). Entre 1922 y 1924 completó estudios en la escuela secundaria de Détskoye Seló.   

### Inicios. Primeros años de carrera literaria
En 1924 inició estudios en la Primera Escuela Electrotécnica de Leningrado, de la que fue expulsado en febrero de 1926 por falta de asistencia. La poesía sigue siendo su principal quehacer. En diciembre de 1926 forma el grupo Flanco Izquierdo (Levy flang): "izquierdo", en el contexto artístico, es sinónimo en la época de vanguardista radical.    
Durante 1926-1927 asiste a los cursos de cine del Instituto Estatal de Historia del Arte.  
En octubre de 1926 empieza a colaborar junto con Aleksandr Vvedenski con el joven grupo de teatro experimental Rádiks. Jarms y Vvedennski escriben para Rádiks la pieza absurdista Moya mama vsia v chasaj ('Mi mamá envuelta en relojes'). Para lograr la cesión de las instalaciones del GINJUK (Instituto Estatal de la Cultura de las Artes Plásticas) para la preparación de la obra, Jarms se entrevistó con el entonces director de la institución: Kazimir Malévich. De ahí surgió una complicidad que duraría hasta la muerte de Malévich. En marzo de 1927 el grupo de poetas cambia de denominación y pasa a llamarse Academia de Clásicos de Izquierda (Akademiya levyj klasikov). El grupo monta lecturas-espectáculo subversivas y desconcertantes con gran contenido escénico y circense. La denominación "izquierda" empieza a resultar inconveniente   la progresiva postergación de Trotski y todas las corrientes motojadas de "izquierdistas" por los partidarios de Stalin. En octubre de 1927 el director de la Casa de la Prensa (el trotskista Hikolái Baskákov) propone al grupo convertirse en la sección oficial de la Casa bajo la condición de erradicar la palabra "izquierda" del nombre. El grupo crea el nombre con el que pasarán a la historia Oberiú o OBERIU (una pseudosigla que puede leerse como Asocición de Arte Real).  
En noviembre de 1927, gracias a la intervención de Samuíl Marshak, llega a un acuerdo para escribir el texto de tres álbumes infantiles de la sección infantil de la editorial estatal. 

#### Tres horas de izquierda

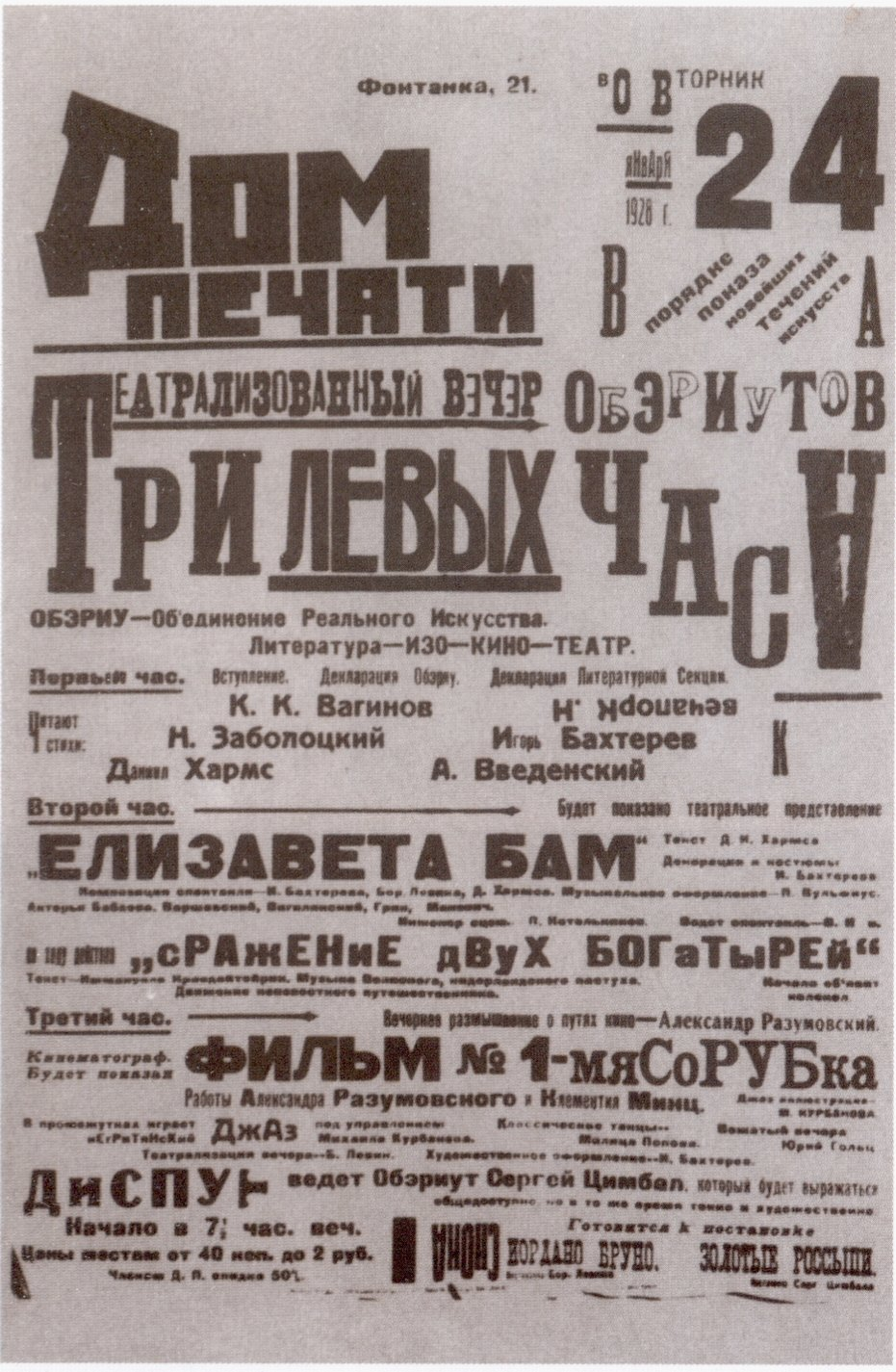
Cartel de la velada Tres horas izquierdas, diseñado por Vera Yermoláyeva y Lev Yudin.

El 24 de enero de 1928 Oberiú protagoniza en la Casa de la Prensa el histórico recital Tres horas izquierdas. En la primera parte de la velada se lee el manifiesto y poemas del colectivo. En la segunda parte se pone en escena la pieza teatral recién compuesta por Jarms: Yelizaveta Bam. 
Al día siguiente periódico Krásnoya Gazeta publica una severa crítica del recital. El 9 de abril es detenido el director de la Casa de la Prensa Nikolái Baskákov. Por aquel entonces los integrantes de Oberiú son Daniil Jarms, Aleksandr Vvedenski, Ígor Bájterev, Konstantín Váguinov y Nikolái Zabolotski. Para octubre, en el marco de la consolidación del poder de Stalin en el Estado, Váguinov y Zabolotski, los más activos políticamente, dejan de constar oficialmente como miembros del grupo: los grupos artísticos y literarios son vistos como eventuales focos de disidencia. En este contexto, Jarms tendrá imposible publicar sus obras vanguardistas: como autor adulto, quedará prácticamente inédito hasta muchos años después de su muerte. Coincidiendo con esta caída de desgracia de los escritores de vanguardia ("izquierda"), Jarms inicia su actividad en el campo de la literatura infantil. Este tránsito a la literatura infantil lo siguieron en la época diversos escritores y artistas gráficos, cosa que contribuyó en buena medida al breve esplendor del álbum y la literatura infantil en la URSS de aquellos años.

#### Colaboración conYozhyChizhy fin de Oberiú

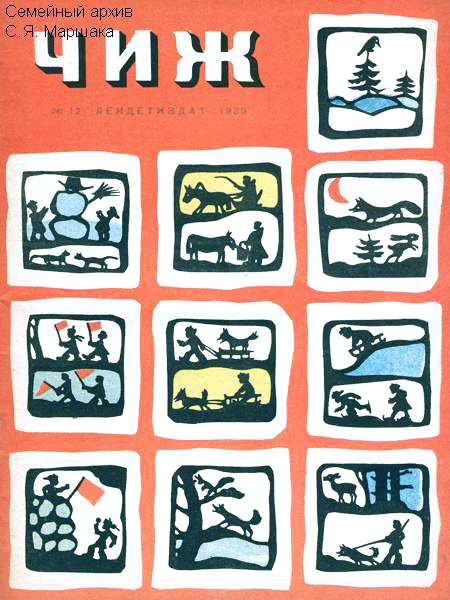
Cubierta de diciembre de 1935

En febrero de 1928 sale el primer número de la innovadora revista infantil Yozh ('El erizo' o, si se lee como sigla, 'Revista Mensual') lanzada por la  Editora Estatal Gosizdat en Leningrado que incluye dos piezas de Kharms. 
El 5 de marzo de 1928 Kharms contrae matrimonio con Ester Rusakova. En diciembre de 1929 se disuelve el matrimonio. 

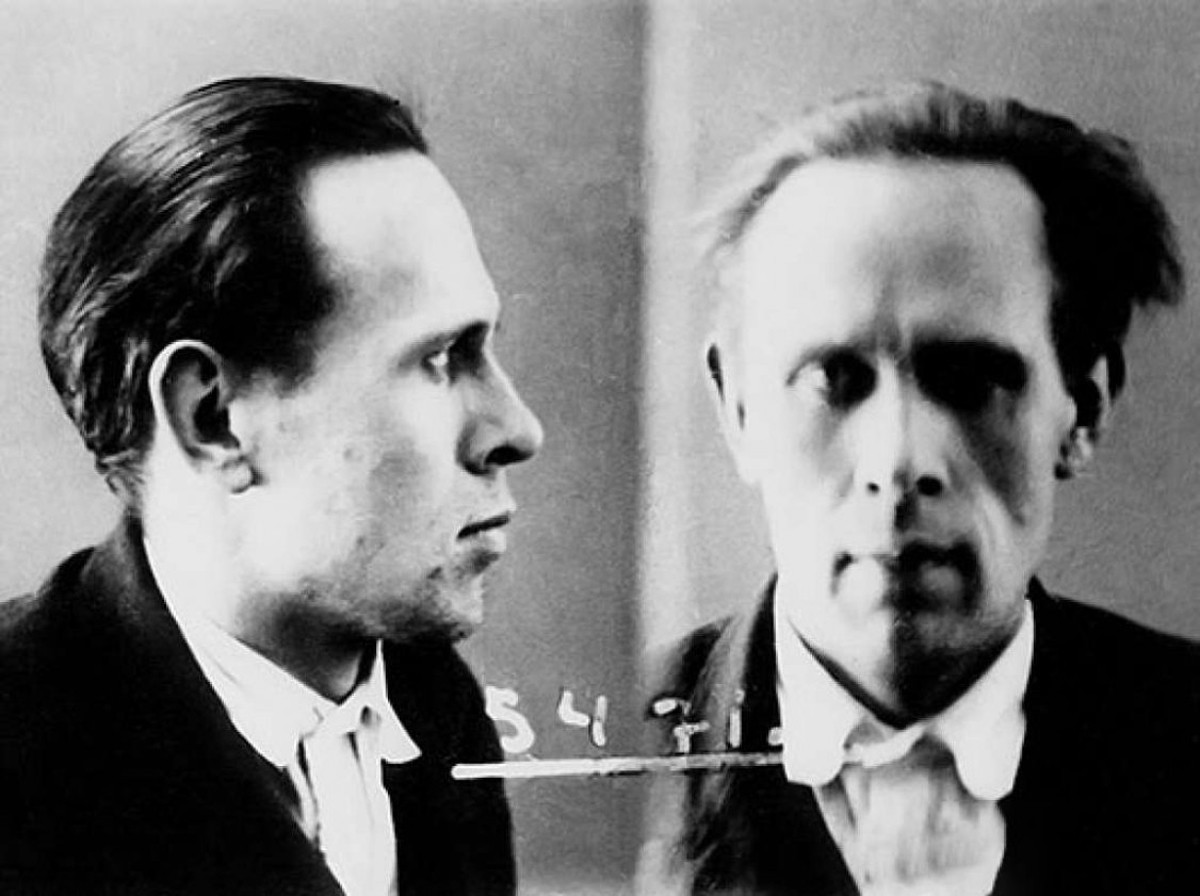
Foto del expediente de la OGPU de 1931

 Tras el éxito de la revista Yozh la Editora Estatal Gosizdat lanza una publicación gemela dedicada a los niños en edad preescolar llamada Chizh ('El lugano' o, si se lee como sigla, 'Revista Extraordinariamente Interesante'). El primer número se publica en enero de 1930. Jarms colabora a menudo con esta revista. 
Hasta 1931, Jarms compagina su actividad en Oberiú, con la actividad en el campo de la literatura infantil, que le permite ganarse el sustento y que durante un tiempo parece menos controlada por la censura. Las colaboraciones con Yozh y Chizh se convertían en muchos casos en álbumes ilustrados de tiradas también enormes. Además, Marshak proporcionaba a Jarms numerosas actuaciones para público infantil. Su audiencia reaccionaba con entusiasmo, encandilada por sus cualidades escénicas, sus trucos de magia, su excéntrico comportamiento y sus escritos sin concesiones. Paradójicamente, Jarms manifestó en numerosas ocasiones, incluso por escrito, lo mucho que le disgustaban los niños en general.  

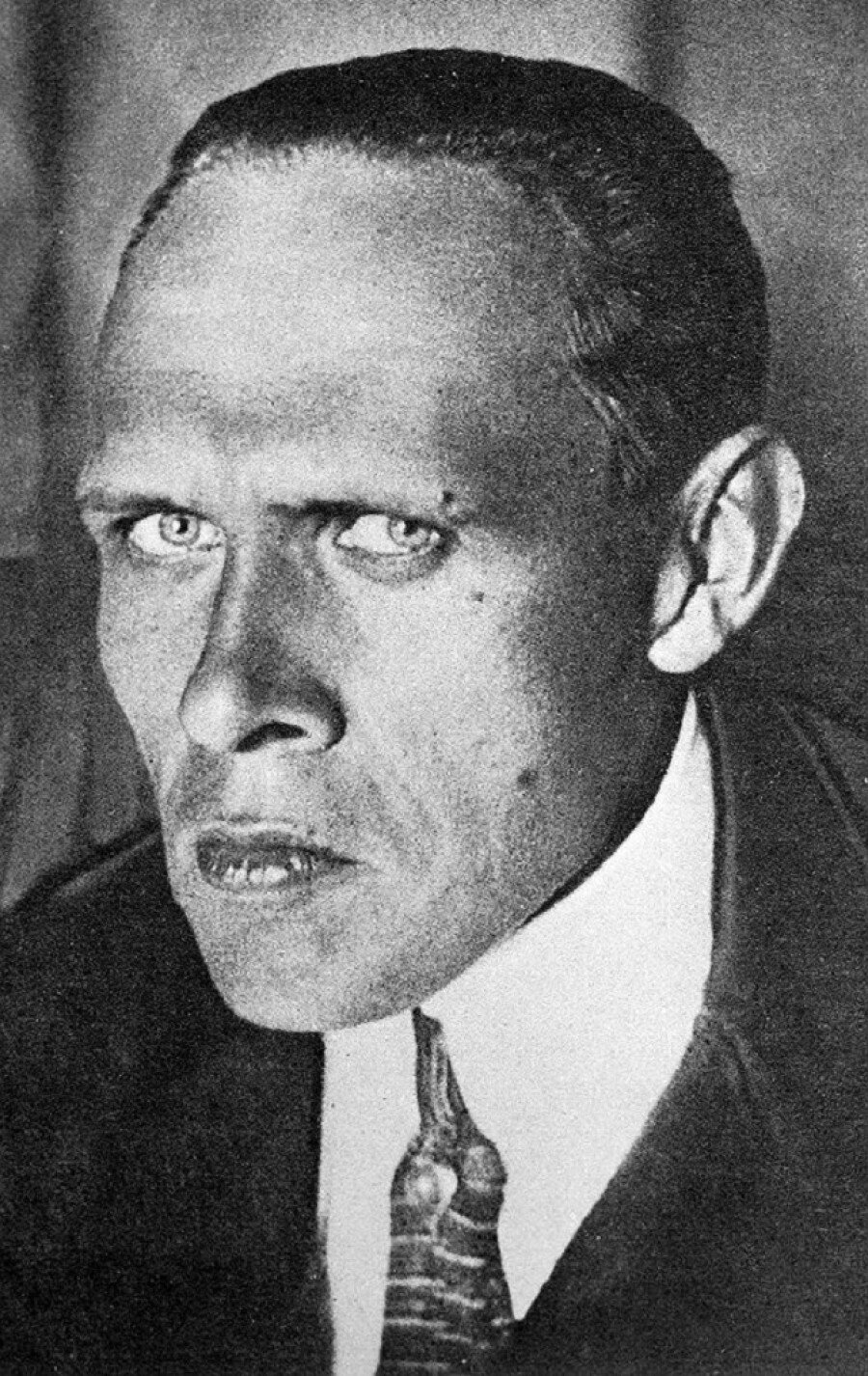
Retrato de Jarms. 1932

Oberiú organizó diversas veladas más o menos escandalosas a lo largo de su breve trayectoria. La última tuvo lugar el 1 de abril de 1930 en la residencia de la Universidad Estatal de Leningrado que terminó en escándalo. Ese día Jarms leyó entre otros poemas Vuelo a los cielos y Mentriroso (врун, catalogado como infantil). El día 9 el periódico Smena publicó el artículo furibundo titulado «Bufonada reaccionaria» a propósito de la velada. Al artículo le siguieron más críticas airadas, y el grupo suspendió sus actividades.  
En 1931 se inició una campaña de depuración en el campo de la literatura infantil, pues se había detectado que autores que de ninguna de las maneras serían admitidos en la el campo de la literatura adulta medraban a sus anchas escribiendo para niños. El 10 de diciembre de 1931 Jarms fue detenido en el contexto de esta campaña, acusado de realizar una "actividad nociva en el campo de la literatura infantil". Inicialmente fue condenado a tres años en un campo de trabajo; pero finalmente la pena se conmutó por la prohibición de vivir en Leningrado o cualquiera de las principales ciudades de país. Jarms, como Vvedenski, también condenado por su actividad en el campo de la literatura infantil, eligió pasar el destierro en la ciudad de Kursk. Al cabo de pocos meses volvió a Leningrado y, conforme la campaña de depuración de la literatura infantil remitió, fue volviendo a colaborar en las revistas infantiles, sobre todo en Chizh.

### Regreso a Leningrado. Años treinta
Lo cierto es que tras el regreso a Leningrado, las colaboraciones con Chizh y Yozh se hicieron más esporádicas y su estilo fue cambiando a medida que se consagraba con más ahínco a la escritura de sus breves piezas para adultos. Estas historias narran escenas de la pobreza y la opresión a través de símbolos fantásticos y satíricos, y ello produce la construcción de un mundo imprevisible y desordenado; los personajes repiten las mismas acciones muchas veces o se comportan de una manera irracional, las historias lineales se interrumpen repentinamente por las circunstancias más diversas, absurdas e inexplicables...
En marzo de 1933 escribe las dos primeras "miniaturas" de lo que será su ciclo Incidentes: «El matemático y Andréi Semiónovich» y «Cuatro ilustraciones de cómo una idea nueva desconcierta a quien no está preparado para ella». 
En julio de 1934 se casa con Marina Málich.
En 1936 tiene lugar la polémica entorna a la proscripción del formalismo. Jarms es interrogado al respecto. En diciembre de 1936 escribe su famoso escrito sobre Pushkin: una de sus peculiares y poco solemnes contribuciones a los fastos del centenario del poeta nacional ruso (el nacionalismo iba en esta época sustituyendo al internacionalismo soviético).
Durante el año 1936 traduce y publica en Chizh en ocho entregas el largo poema infantilil de Wilhelm Busch Plisch und Plum: en realidad se trata de una versión donde el mensaje pedagógico del original es subvertido.
Durante el año del apogeo de las purgas estalinistas, 1937 (y 1938), Jarms no fue arrestado; sin embargo, tras la publicación en el número de marzo de Chizh de su célebre poema Iz doma vyshel chelovek (Un hombre salió de casa), la revista recibió la indicación de nu publicar a Jarms. Durante un año entero no publicó nada, cosa que le supuso un periodo de verdadera penuria, hasta llegar a pasar hambre durante largos periodos. Recluido en casa, tratando de ahorrar calorías, escribió alguno de sus relatos breves más tremendos, aludiendo a situación que padecía, y dejó valiosas notas en sus diarios, publiacadas póstumamente. 

### Últimos años. Contexto bélico
Tras el pacto Pacto Ribbentrop-Mólotov y la ocupación de zonas de Polonia, tiene lugar una leva en Leningrado, previa a la campaña  de Finlandia. Jarms, antimilitarista radical, consigue, el 5 de octubre de 1939 un diagnóstico de esquizofrenia. Gracias a este diagnóstico evita participar en las operaciones militares y logra incluso una pequeña paga. 
Durante los últimos tiempos, hasta entrado 1941, mantiene sus colaboraciones con Chizh y escribe alguno de sus mejores relatos adultos. En 1939 scribe su famoso relato La vieja y concluye el ciclo Incidentes. En el número de marzo de 1941 publica en Chizh el poema El circo Printiriprán, que hoy puede leerse casi como una despedida de la vida.

### Arresto y muerte
En agosto de 1941, poco antes del sitio de Leningrado, Jarms fue arrestado de nuevo, acusado de «propagar entre sus allegados un ánimo falaz y derrotista y tratar de insuflar el pánico y la desafección hacia el gobierno soviético entre la población». Fue enviado a la prisión de Leningrado N.º 1, donde fue sometido a investigación y peritaje. Se determinó que padecía un desarreglo psiquiátrico, esquizofrenia, que lo hacía socialmente peligroso en las circunstancias del momento. Ingresado en el hospital penitenciario, murió de inanición, según quedó registrado, el 2 de febrero de 1942.

## Obra literaria
Jarms sobrevivía escribiendo libros para niños en Leningrado. Aunque le iba la supervivencia en ello, tampoco para los niños escribió jamás según las directrices ideológicas impuestas. Siempre supo dar la vuelta a las consignas y lo que escribió para niños conserva siempre la tensión artística y es de pleno derecho literatura, razón por la que su obra infantil, tras casi cien años, es plenamente vigente y sigue reeditándose en álbumes ilustrados año tras año. Algunos de sus poemas infantiles son clásicos absolutos de la literatura rusa. De hecho, sobre todo en los primeros tiempos, los procedimientos que utiliza su poesía infantil no difieren demasiado de los que venía utilizando como autor adulto y, en los recitales de la época de Oberiú, leía indistintamente poemas considerados infantiles y poemas catalogados como adultos. La vertiente infantil de Jarms, muy popular en Rusia, es con frecuencia mal conocida y menospreciada en el extranjero, donde, en cambio, desde los años ochenta, su obra adulta se ha difundido bastante y le ha valido al autor el estatus de escritor de culto. De esta obra adulta, cabe destacar su producción poética (también poco conocida), sus piezas teatrales y sus historias cortas. 

### Obra póstuma. La maleta de Druskin
Mientras Jarms permanecía preso, el edificio donde vivía, el número 10 de la calle Mayakovski, fue bombardeado por la aviación alemana y sufrió daños estructurales, por lo cual fue evacuado. Durante la peor fase de la hambruna subsiguiente al sitio de la ciudad, en enero de 1942, la esposa de Jarms, Marina Málich (Durnavó por su segundo matrimonio), y el musicólogo, amigo de la familia y colega de actividad artística Yákov Druskin (ambos al borde de la extenuación por desnutrición) accedieron al edificio para salvar los papeles del escritor de la destrucción de edificio o del registro de la policía secreta. Druskin arrastró los papeles de Jarms en una maleta y los mantuvo escondidos en su propio apartamento mientras las circunstancias requirieron una discreción absoluta. Tras la muerte de Stalin y a partir del deshielo, Druskin fue mostrando los papeles de Jarms así como los Vvedenski y otros miembros de Oberiú que había rescatado a círculos de confianza. Paulatinamente, a medida que la seguridad de la obra póstuma se veía menos amenazada, fue dando más publicidad al legado y finalmente, en 1986, lo cedió a la sección de manuscritos de la Biblioteca Nacional, para que velara por él.

### Rehabilitación y renacimiento literario
Por petición de su hermana Yelizaveta, Jarms fue rehabilitado en 1960. A partir de esa fecha, la obra publicada en vida de Jarms, el grueso de su producción infantil, se ha venido publicando en ruso en una proliferación de álbumes ilustrados.
Por otra parte, gracias a la intervención de Druskin, se salvó parte de los cuadernos de notas de Jarms y el grueso de su obra adulta, además de algunas piezas que podemos considerar infantiles y que se han incorporado al corpus infantil jarmsiano. La obra que había quedado inédita primero se públicó en samizdat; más tarde en ediciones completas publicadas en el extranjero y ya en tiempos de la Perestroika en publicaciones oficiales de la URSS.

## Traducciones al español
- Charms, Daniil. (1996). Escritos de vanguardia. Editorial Amaranto. ISBN 9788492160501
- Chrams, Daniil (2009). Prosa del otro. Traducción: Jorge Segoviay Violetta Beck. Maldoror. ISBN 84-934956-2-X. Consultado el 3-5-2023.
- Jarms, Daniil (2012). Me llaman Capuchino. Traducción: Fernando Otero Macías. Automática Editorial. ISBN 978-84-15509-08-0.
- Jarms, Daniil (2014). Un cuento. Traducción del inglés: Jesús Ortiz Pérez Molino, ilustración: Rocío Anaya Gutiérrez. Editorial Milrazones (Milrazones, 13). ISBN 978-84-941831-8-8.
- Kharms, Daniíl (2014). Sucesos. Traducción de Simón Tertychney. Editorial Chancacazo. ISBN 9789568940447
- Jarms, Daniil. El circo Printiriprán. Barcelona: Versiones de José Mateo Puig y Xènia Dyakonova. Vacamú. ISBN 9788412654516.

## Producciones teatrales
- Camarada K — Teatre del Mar, dirigida por Joan Carles Bellviure, 2009.[7]
- ¡Harms! ¡Charms! Chardam! — dirigida por Mijaíl Levitin, Teatro "Hermitage", Moscú, 1982.[8]
- Elizaveta Bam — dirigida por Fiodor Sujov, basada en la obra homónima de Daniil Kharms. "Teatro en el Malecón", 22 de marzo de 1989 (reanudación el 22 de marzo de 2009).[9]
- La oveja blanca — Teatro "Hermitage" de Moscú, 2000. Guion y dirección de Mijaíl Levitin.[10]
- La vieja — colaboración del director Robert Wilson con los actores Willem Dafoe y Mijaíl Baryshnikov. Festival Internacional de Manchester, 2013.[11][12]
- Kharms — obra basada en los trabajos de Daniil Kharms, dirigida por Serguéi Filátov. Estreno en el Teatro Académico Lensoviet de San Petersburgo, 2015.[13]
- Kharms. Myr — "Centro Gógol", dirigida por Maksim Didenko.[14]
- Daniil Kharms. Historia SDYGR APPR — monólogo de Aleksandr Lushin basado en las obras y diarios de Kharms. Dirección de Yuri Vasíliev. "Tal Teatro" (San Petersburgo).[15]
- Knock! The Daniil Kharms Project — dirigida por Matthew Woods, BCA Plaza Black Box Theatre, 2014.[16]
- No se esperan imágenes — Centro Nacional de Arte Teatral Les Kurbas, obra dirigida y adaptada por Diana Stein basada en la novela "La vieja" de Daniil Kharms. Kiev, 2015.[17][18]
- One Left Hour: The Life and Work of Daniil Kharms — dirección y diseño de Nicole Wilson. Randolph Theatre, 2018.[19]
- La anciana — dirigido por Serguéi Zhenovach, Teatro Académico Pequeño Dramático – Teatro de Europa, 2020.[20]
- Elizaveta Bam — tragi-farsa, Teatro Estatal Ruso "Satirikon" nombrado en honor a Arkady Raikin. Dirección de Gosha Mnatsakanov,  Moscú, 2022.[21]
- ¡Les Charms! — cuentos de Daniil Kharms, dramaturgia y dirección de Marlene Michaelis Breva, 2023.[22]